# Торе Сарачена (Лече)
Торе Сарачена (итал. Torre Saracena) је насеље у Италији у округу Лече, региону Апулија.
Према процени из 2011. у насељу је живело 9 становника. Насеље се налази на надморској висини од 15 м.